# The Dope Show
The Dope Show (englisch etwa für „die Drogen-Show“) ist ein Lied der US-amerikanischen Rockband Marilyn Manson. Der Song ist die erste Singleauskopplung ihres dritten Studioalbums Mechanical Animals und wurde am 15. September 1998 veröffentlicht.

## Inhalt
In The Dope Show ziehen Marilyn Manson Parallelen zwischen dem Leben eines Stars im Ruhm und Rampenlicht und dem eines Drogenabhängigen. So könne der Rausch des Erfolgs jederzeit vorbei sein, wenn man von der Industrie und dem Publikum fallengelassen oder durch andere Künstler ersetzt werde. Man sei stets von den Personen, die einem zur Berühmtheit verhalfen, abhängig.

“There’s lots of pretty, pretty ones

That want to get you high

But all the pretty, pretty ones

Will leave you low and blow your mind

We’re all stars, now, in the dope show”

## Produktion
Der Song wurde von dem US-amerikanischen Musikproduzenten Michael Beinhorn, zusammen mit Marilyn Manson selbst produziert. Als Autoren fungierten die Marilyn-Manson-Mitglieder Marilyn Manson und Twiggy Ramirez.

## Musikvideo
Bei dem zu The Dope Show gedrehten Musikvideo führte der US-amerikanische Regisseur Paul Hunter Regie. Es verzeichnet auf YouTube über 60 Millionen Aufrufe (Stand Oktober 2020).
Das surreale Video orientiert sich teilweise an dem Science-Fiction-Film Der Mann, der vom Himmel fiel. Marilyn Manson spielt darin einen androgynen Außerirdischen, der rote Haare, einen schneeweißen Körper und Brüste hat. Er läuft durch eine Hügellandschaft und wird von Wissenschaftlern gefangen genommen, die ihn in einem Labor untersuchen. Sie machen aus ihm einen Rockstar, der von den Fans angehimmelt wird, während sie sich selbst an seinem Erfolg bereichern. Gegen Ende des Videos zerschlägt der Protagonist zahlreiche Figuren, die ihn selbst darstellen. Auch der Schauspieler Billy Zane und das Model The Goddess Bunny sind im Video zu sehen.
Bei den MTV Video Music Awards 1999 gewann das Musikvideo den Preis in der Kategorie Best Cinematography.

## Single

### Covergestaltung
Das Singlecover zeigt eine mit schwarzer Aquarellfarbe gemalte Figur, die eine Hand an ihre Stirn hält. Der Hintergrund ist weiß gehalten, umgeben von einem breiten, schwarzen Rahmen. Am oberen Bildrand befinden sich die weißen Schriftzüge Mar1lyn Man50n und the dope show auf schwarzem Untergrund.

### Titelliste
1. The Dope Show – 3:47
2. Sweet Dreams (Are Made of This) (Live) – 4:33
3. Apple of Sodom (Live) – 4:36

### Chartplatzierungen
The Dope Show stieg am 21. November 1998 auf Platz 12 in die britischen Charts ein und konnte sich drei Wochen in den Top 100 halten. Ebenfalls die Charts erreichte die Single unter anderem in Australien, Neuseeland, Schweden und den Niederlanden. Dagegen konnte der Song sich im deutschsprachigen Raum und in den Vereinigten Staaten nicht platzieren.
| ChartsChartplatzierungen     | Höchstplatzierung | Wochen |
| ---------------------------- | ----------------- | ------ |
| Vereinigtes Königreich (OCC) | 12 (3 Wo.)        | 3      |

### Auszeichnungen
The Dope Show wurde noch im Erscheinungsjahr für mehr als 15.000 Verkäufe in Schweden mit einer Goldenen Schallplatte ausgezeichnet.

| Land/Region     | Auszeichnungen für Musikverkäufe (Land/Region, Auszeichnung, Verkäufe) | Verkäufe |
| --------------- | ---------------------------------------------------------------------- | -------- |
| Schweden (IFPI) | Gold                                                                   | 15.000   |
| Insgesamt       | 1× Gold ·                                                              | 15.000   |

Bei den Grammy Awards 1999 wurde der Song in der Kategorie Best Hard Rock Performance nominiert, unterlag jedoch dem Lied Most High von Jimmy Page und Robert Plant.